# Let’s Stick Together (Lied)
Let’s Stick Together ist ein R’n’B-Song des amerikanischen Sängers Wilbert Harrison aus dem Jahr 1962. Während seine Ode an die eheliche Treue bei der Erstveröffentlichung weitgehend unbeachtet blieb, erreichte eine Neueinspielung Harrisons unter dem Titel Let’s Work Together im Jahr 1970 Platz 32 der Billboard Hot 100, eine kurz darauf veröffentlichte Coverversion der Band Canned Heat sogar Platz 26 und in den UK Singles Charts Platz 2. Zahlreiche weitere Künstler, darunter Bob Dylan, haben den Song seither gecovert; am bekanntesten ist heute wohl die wiederum unter dem Titel Let’s Stick Together veröffentlichte Version von Bryan Ferry, die 1976 in vielen europäischen Hitparaden die Top Ten erreichte.